# Église Saint-Nicolas de Bapaume
L'église saint-Nicolas de Bapaume est une église située dans la commune de Bapaume, Pas-de-Calais en France.

## Historique: l'ancienne église

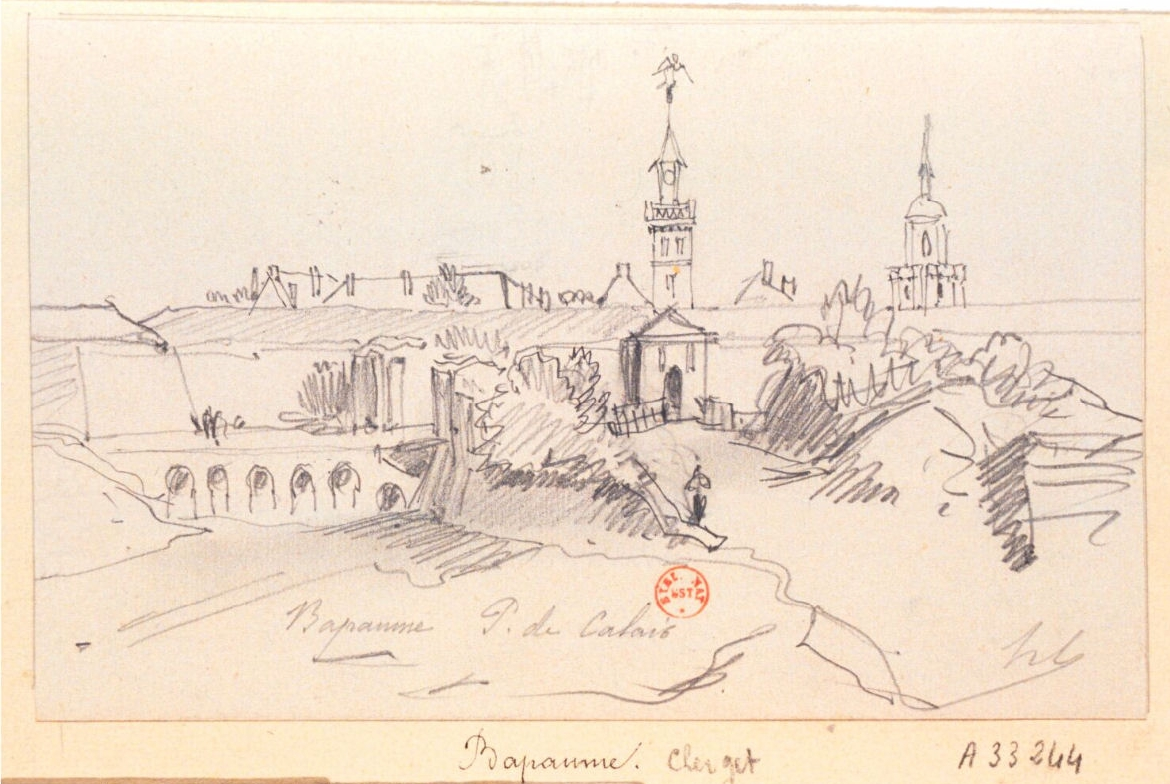
.
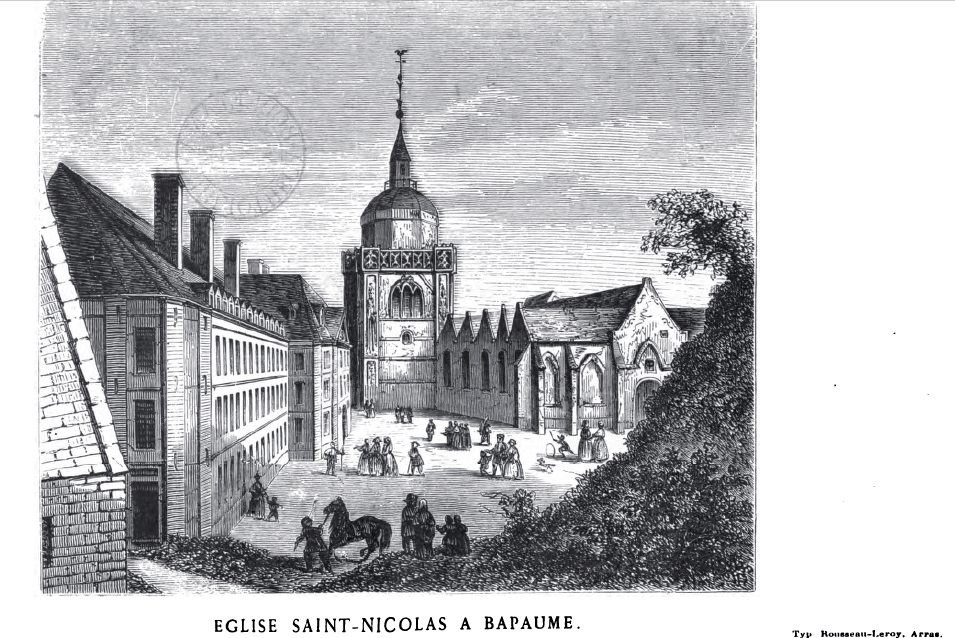
.
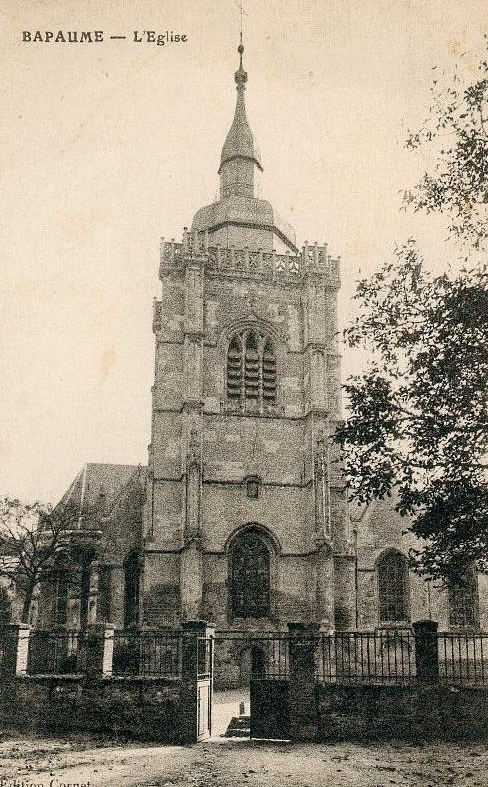
.

Edifiée au milieu du XVIe sur les ruines d'une ancienne église, Saint-Nicolas présentait, comme le montrent les documents ci-dessus,  un aspect pratiquement identique à l'église actuelle, avec un imposant clocher-tour flanqué sur le côté nord.

### Destruction
Bapaume est occupée par les Allemands à partir du 26 septembre 1914, puis reprise par les Britanniques en mars 1917. Le 24 mars 1918, les Allemands reprennent la ville. Les Nèo-Zélandais vont reconquérir la ville le fin  août 1918. 

Plusieurs fois bombardée au cours des combats, l'église n'est plus qu'à l'état de ruines à la fin de la guerre.

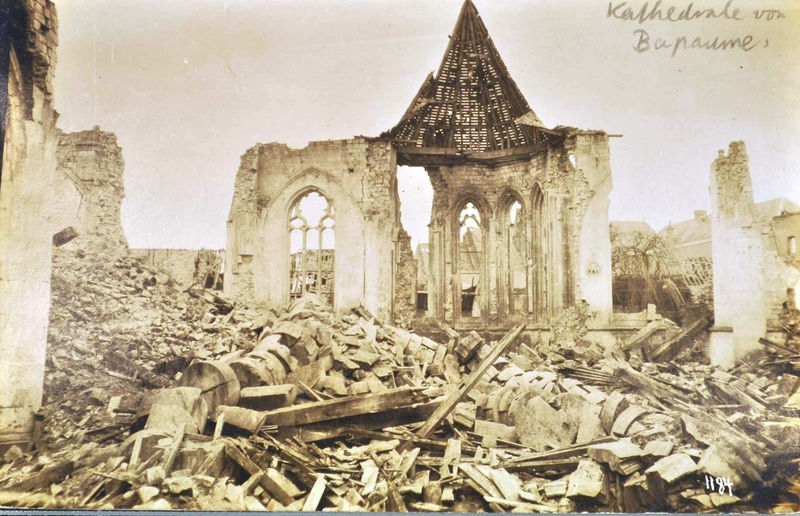
Ruines de l'église en 1917 (photo allemande).
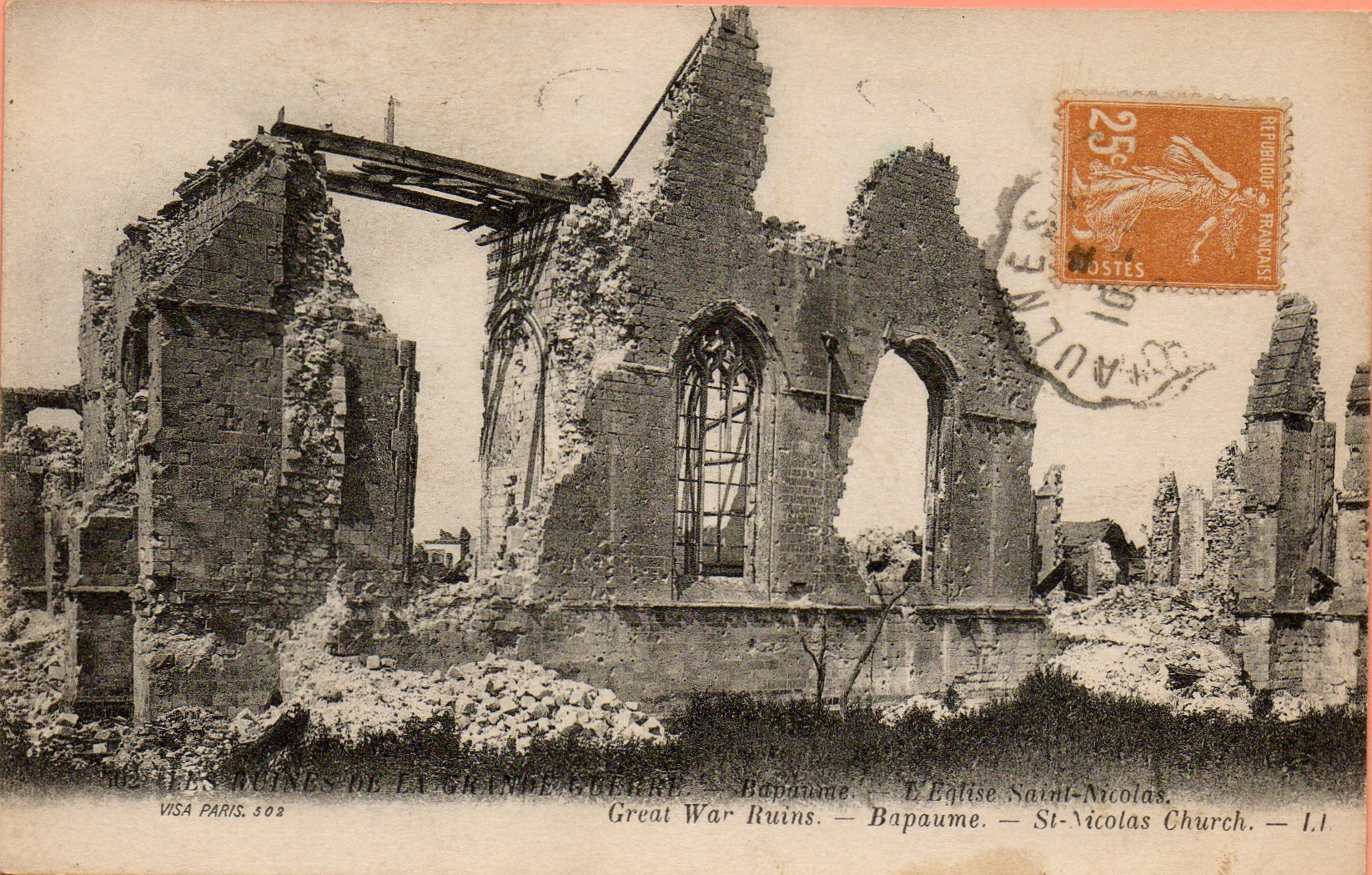
Carte postale des ruines de l'église en 1918.
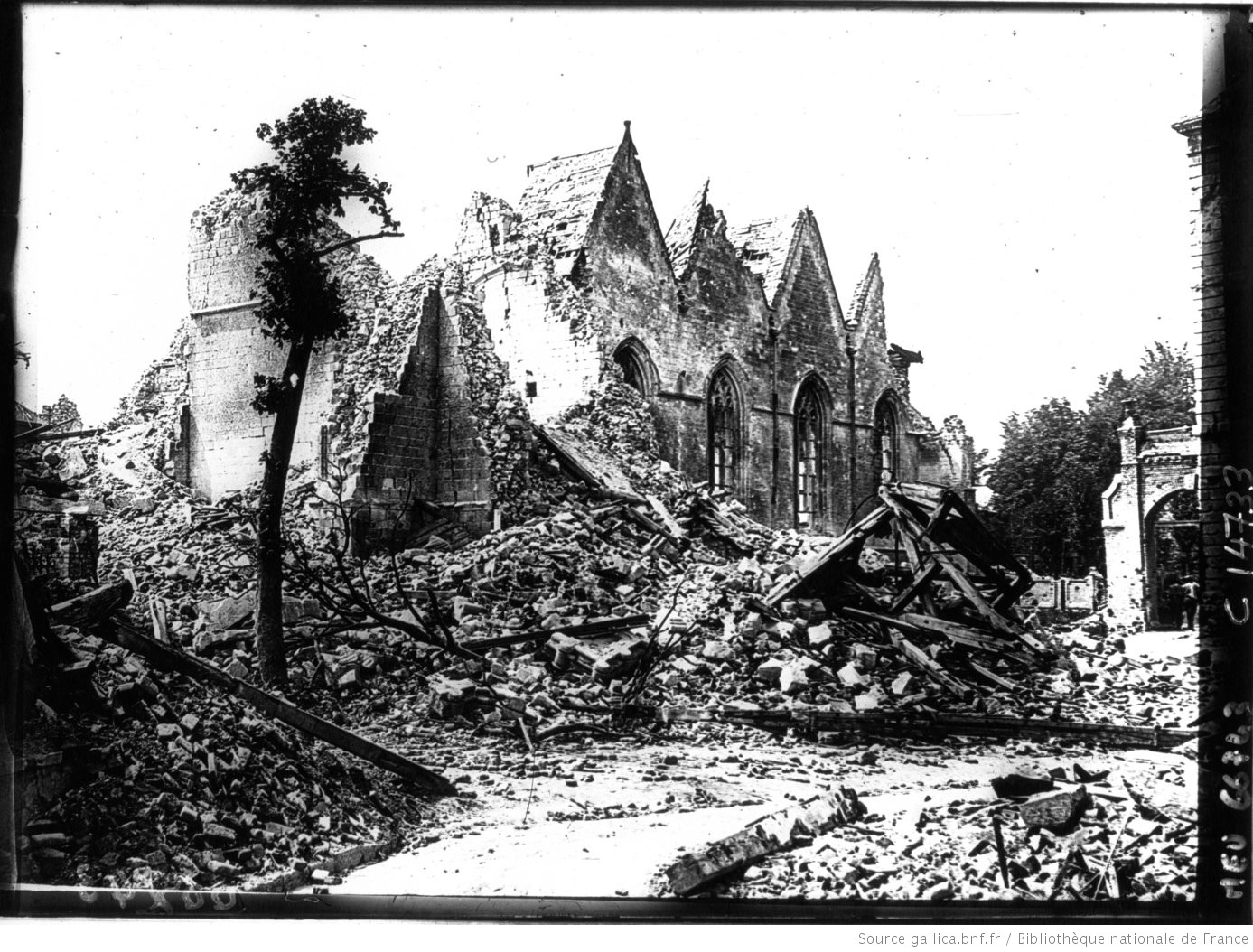
Autre vue des ruines.

## Reconstruction
Les travaux de reconstruction de l'édifice dureront cinq ans, de 1924 à 1929, Eugène Bidard étant l'architecte.

L' église sera reconstruite sur le plan de l'ancienne église en conservant les fondations : un plan allongé avec une nef à cinq travées, un bras du transept sur la façade sud, une tour-clocher sur la façade nord et un chœur à chevet polygonal .

### Galerie

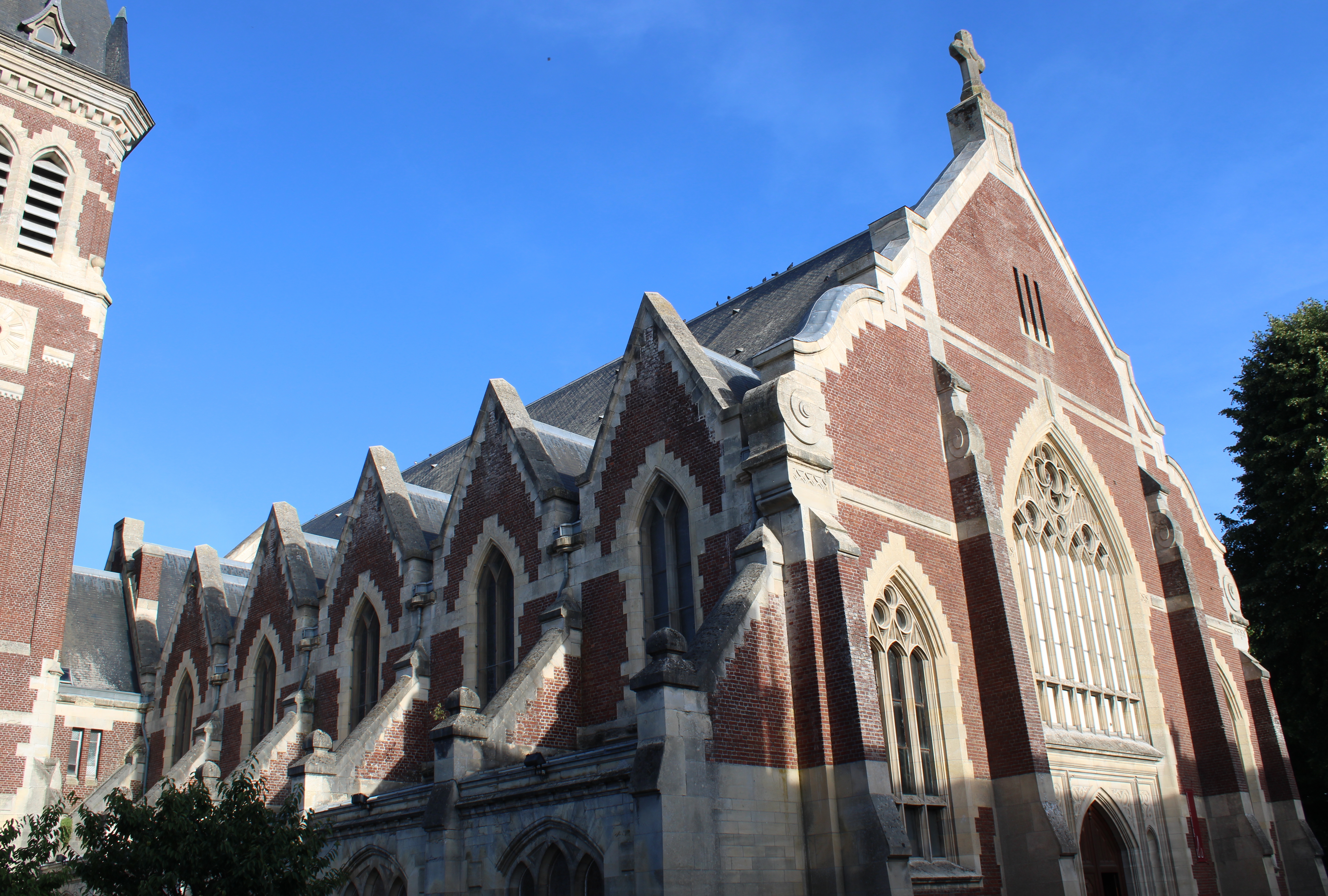
Vue de la façade, du côté sud et du clocher.
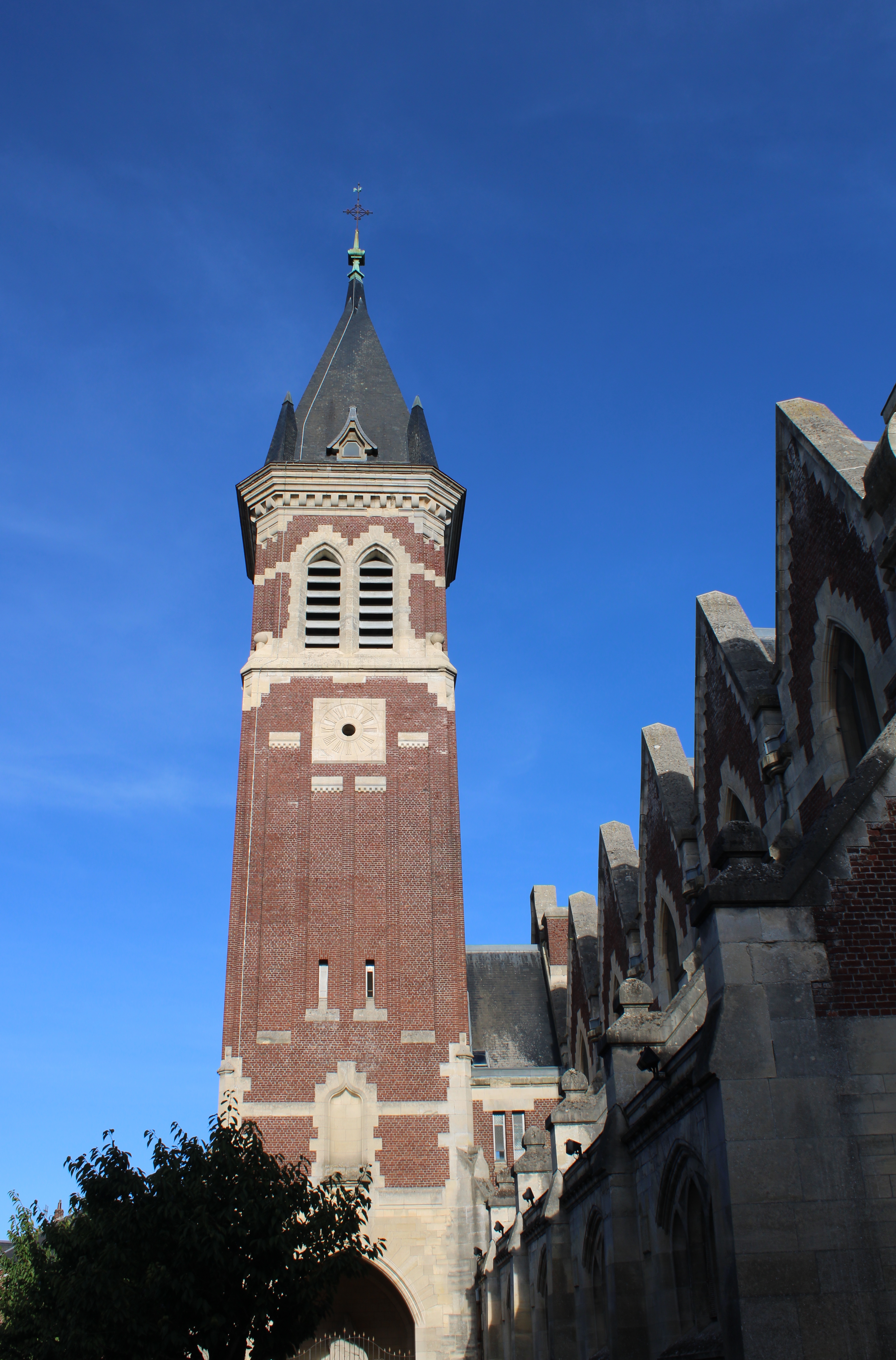
Le clocher.
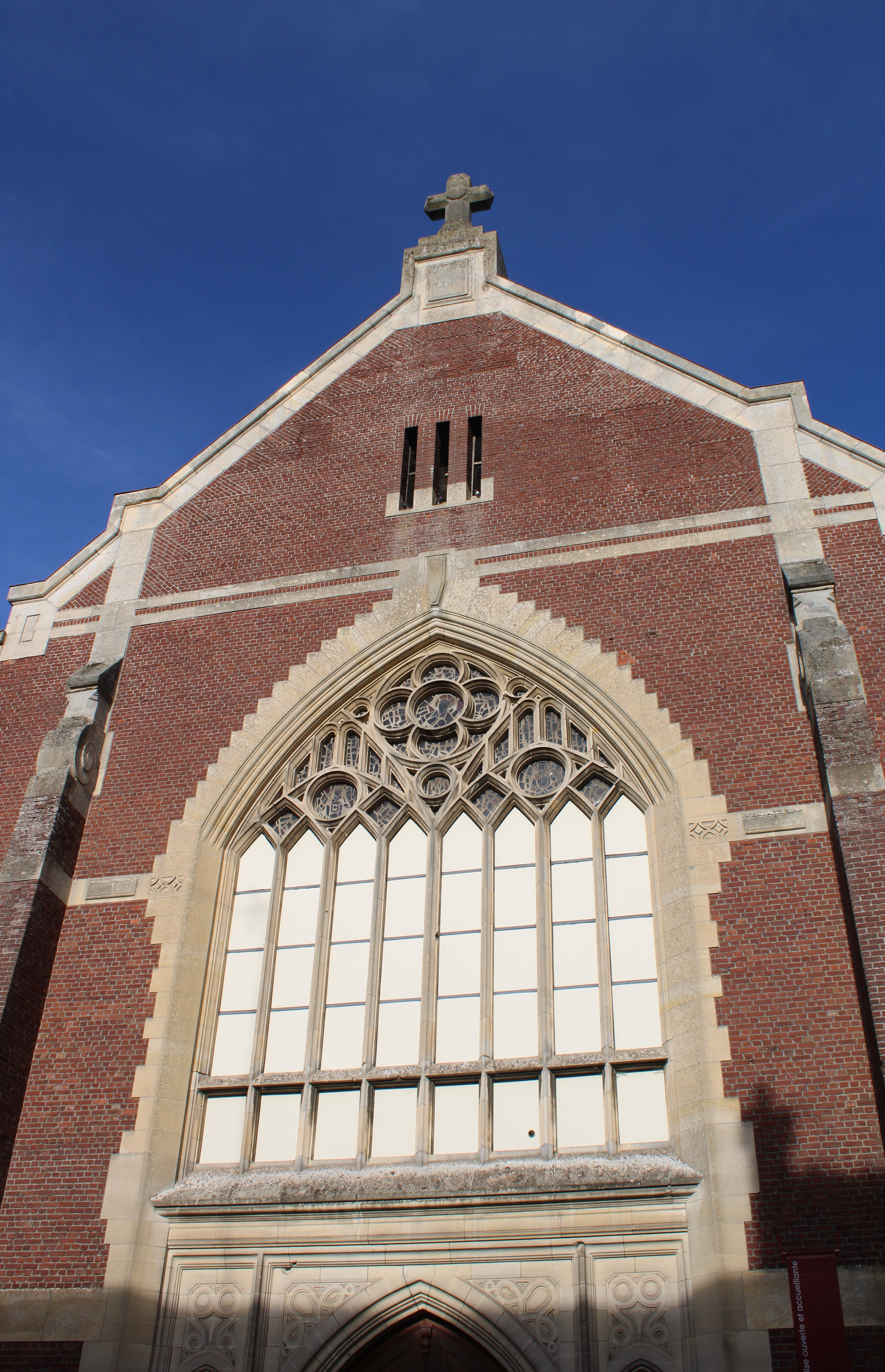
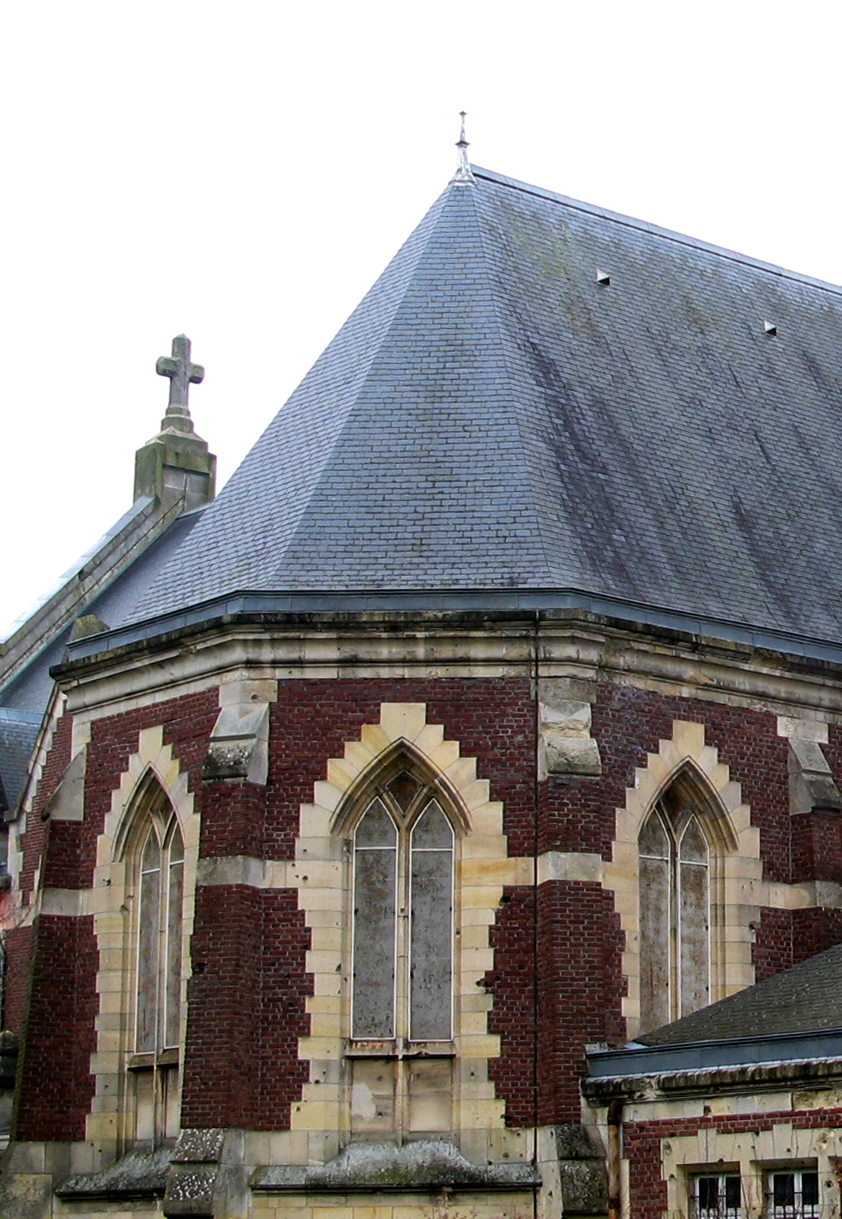
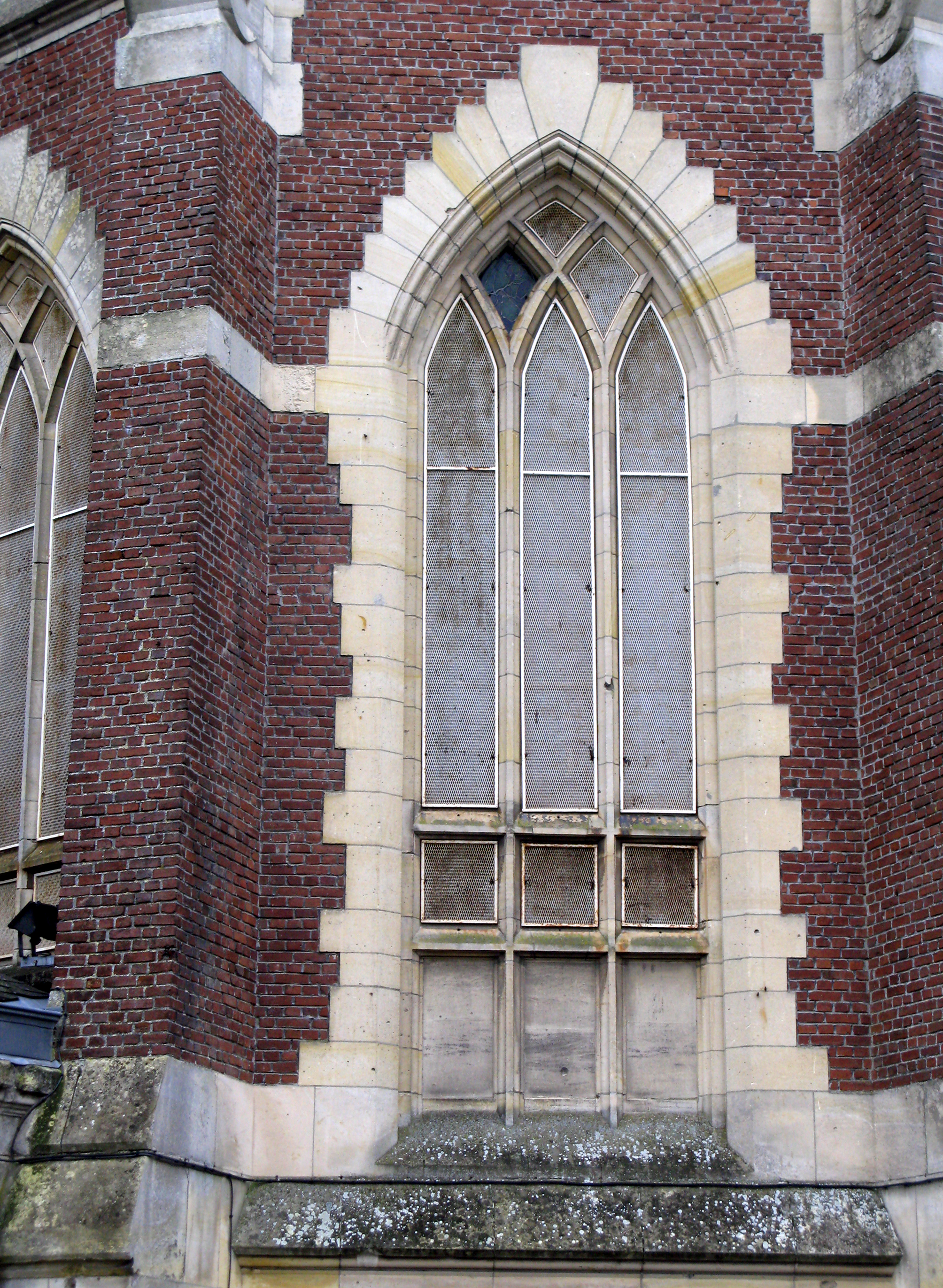

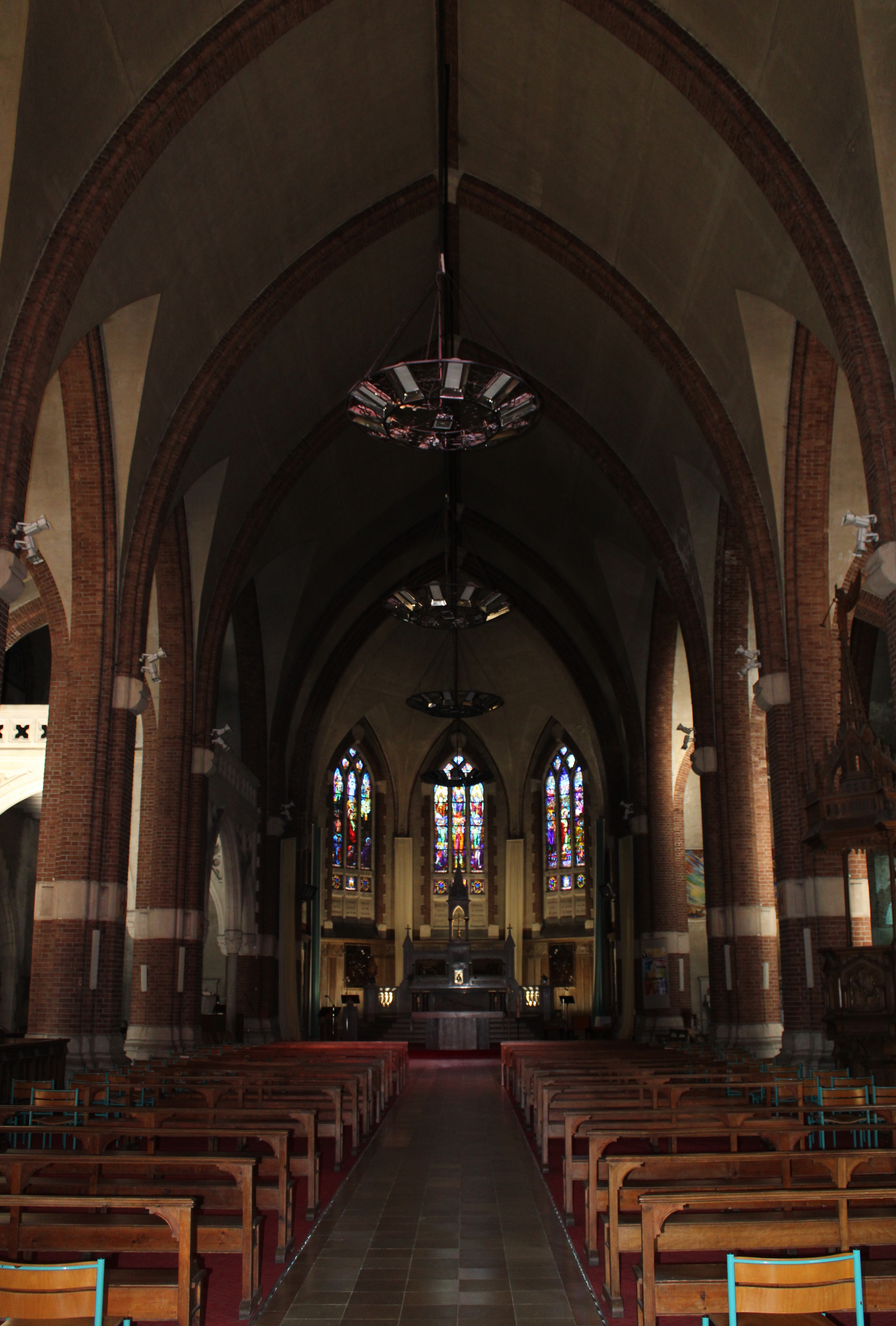
La nef.
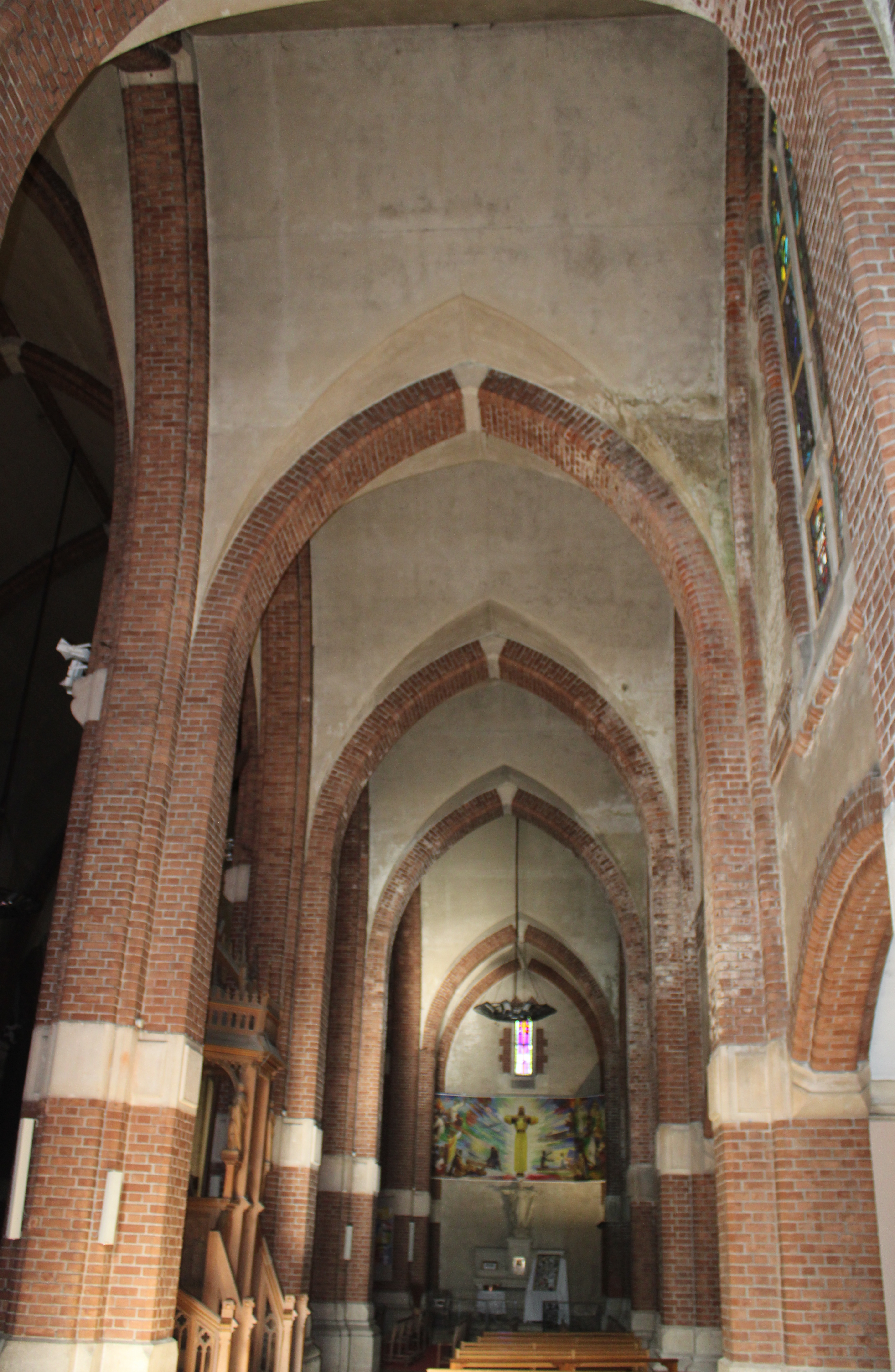
Le bas-côté sud.
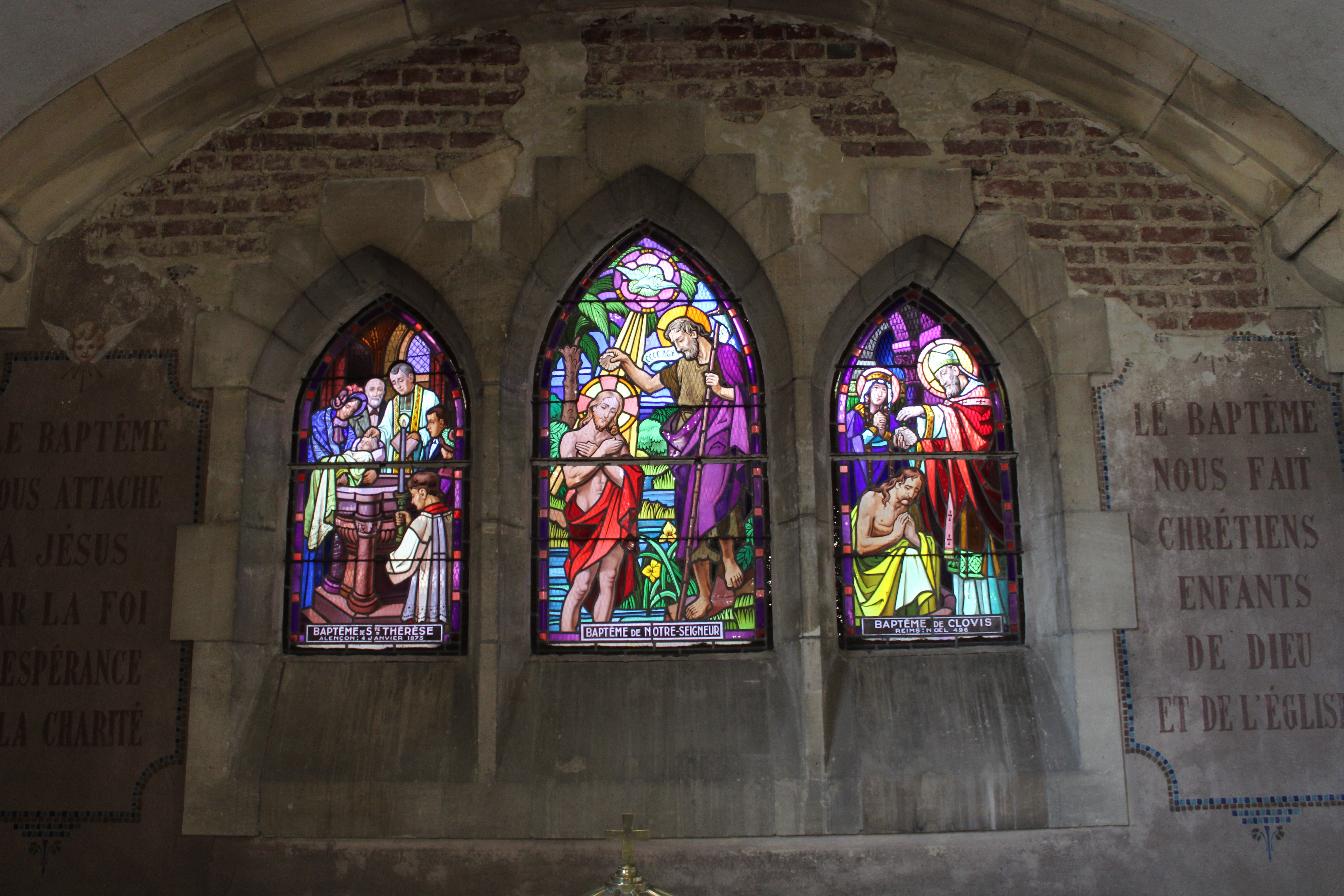
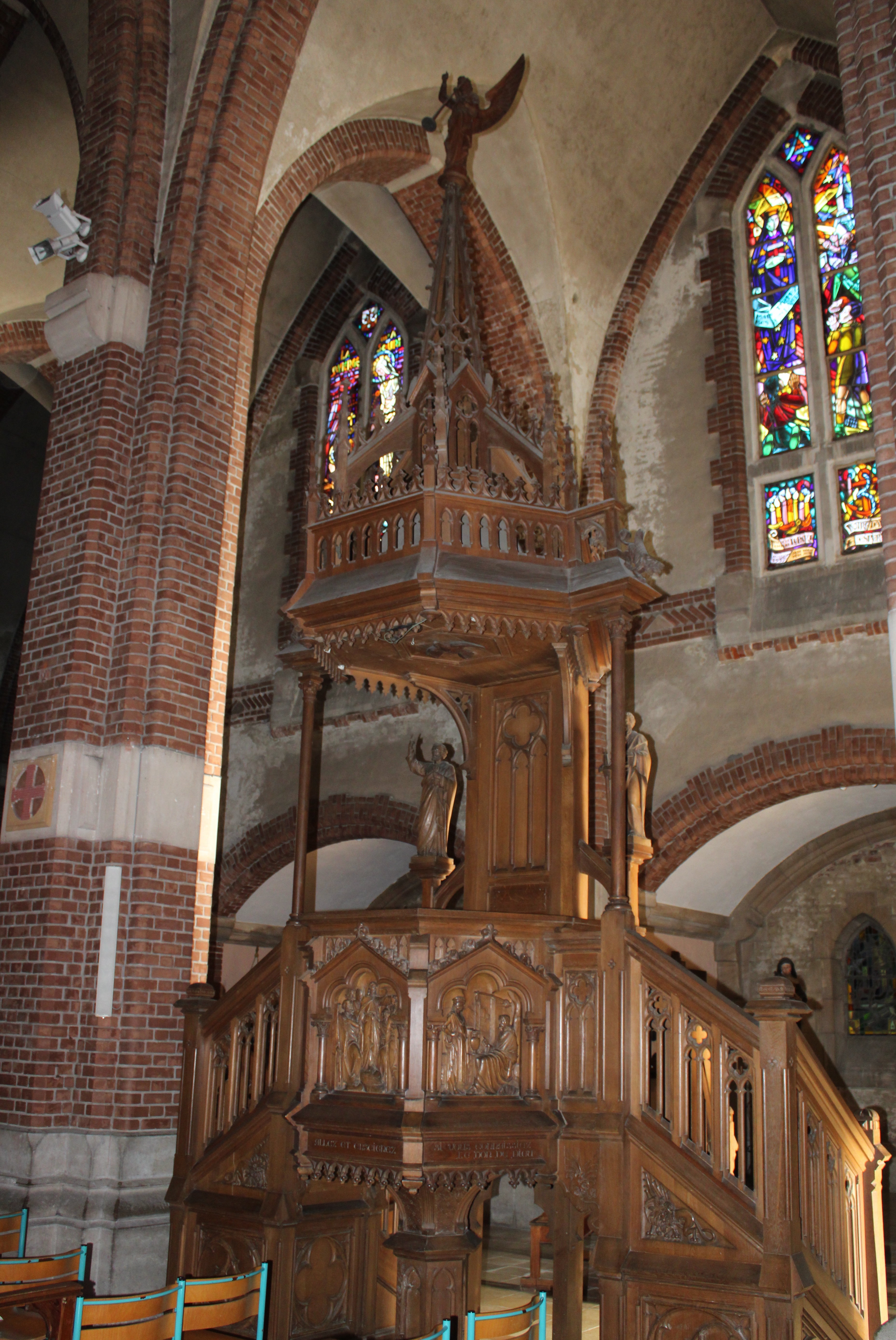
La chaire.
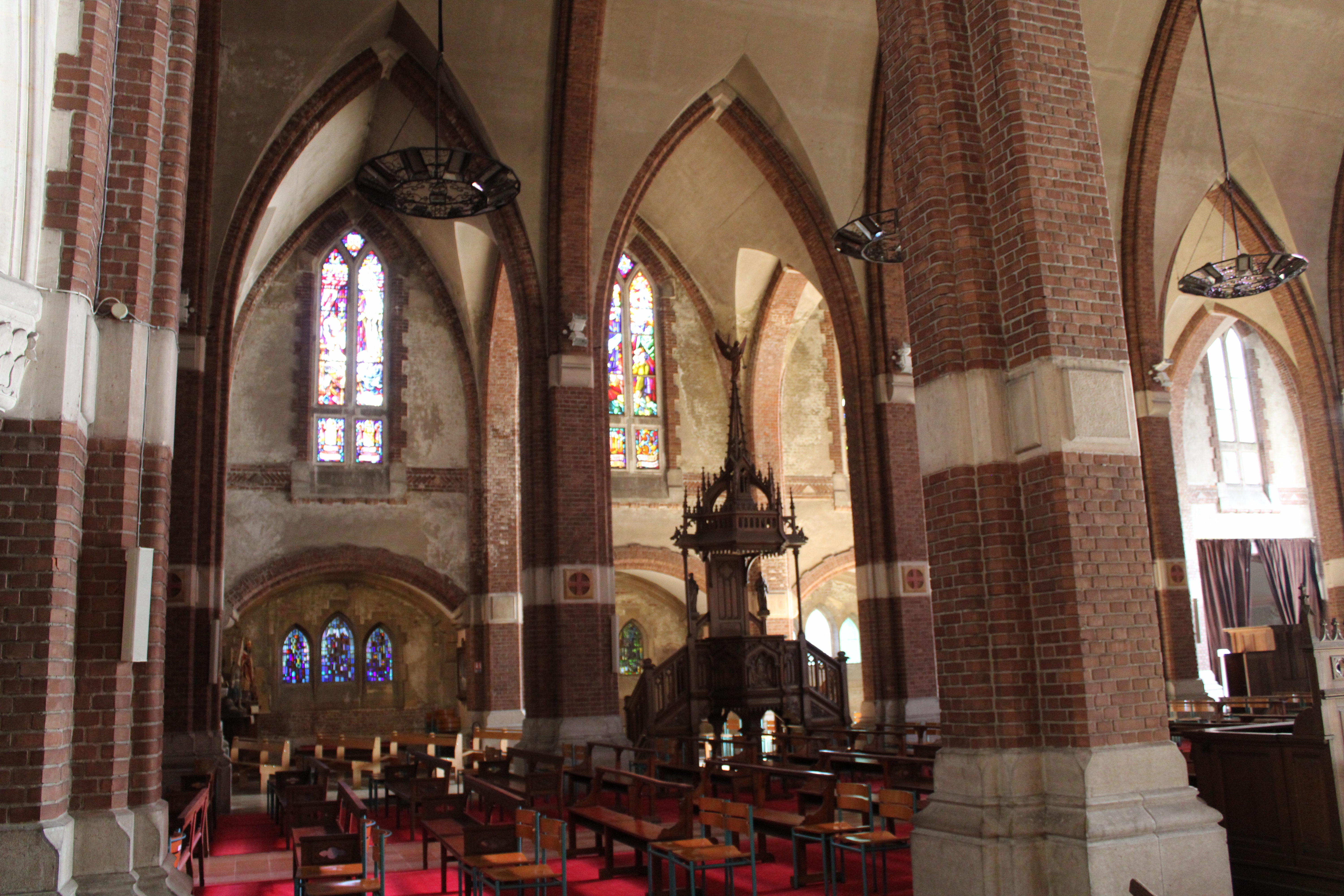
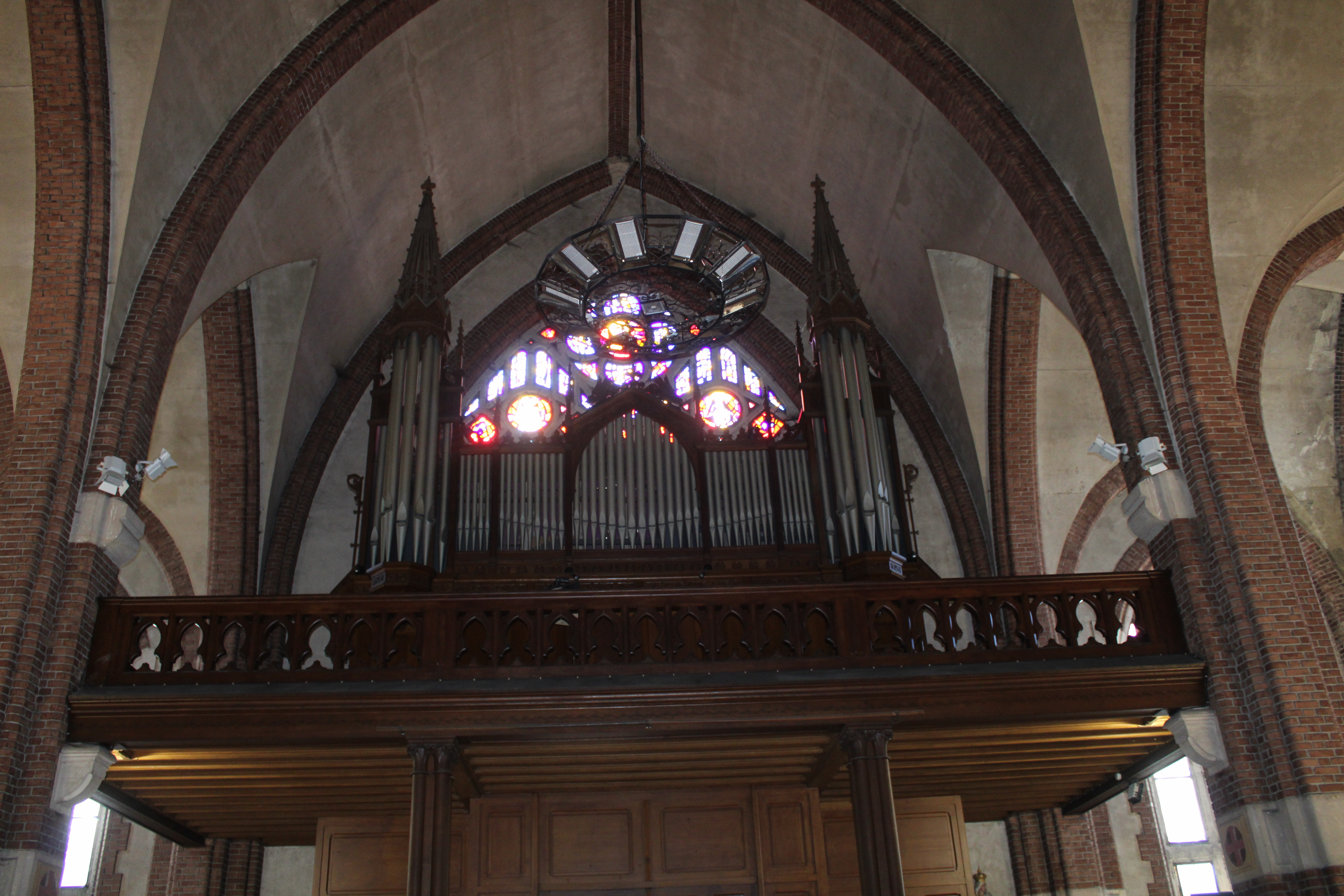
Le buffet d'orgue.

- Intérieur de l'église : vidéo sonore.
- Intérieur de l'église : vidéo sonore.